# 大師公園
大師公園（だいしこうえん）は、神奈川県川崎市川崎区にある都市公園（地区公園）および町丁名。平間寺（川崎大師）に隣接している。園内には中国庭園「瀋秀園」があり、桜の名所でもある。町丁名としては1965年（昭和40年）7月1日に大師町から独立した町名になり住居表示が実施された。

## 施設
野球場、テニスコート、大師プール（屋外）、くじら広場、わんぱく広場、芝生広場、大師こども文化センター、老人いこいの家、防災備蓄倉庫、駐車場

## 瀋秀園
瀋秀園（しんしゅうえん）は、昭和62年（1987年）に瀋陽市と川崎市との友好都市提携5周年を記念し、造られた中国庭園である。建造物の一部には瀋陽市から贈られた資材が利用されている。
開園時間：9:00～16:00
休園日：12月29日〜12月31日及び毎週月曜日※月曜日が祝日の場合は翌火曜日
入園料：無料

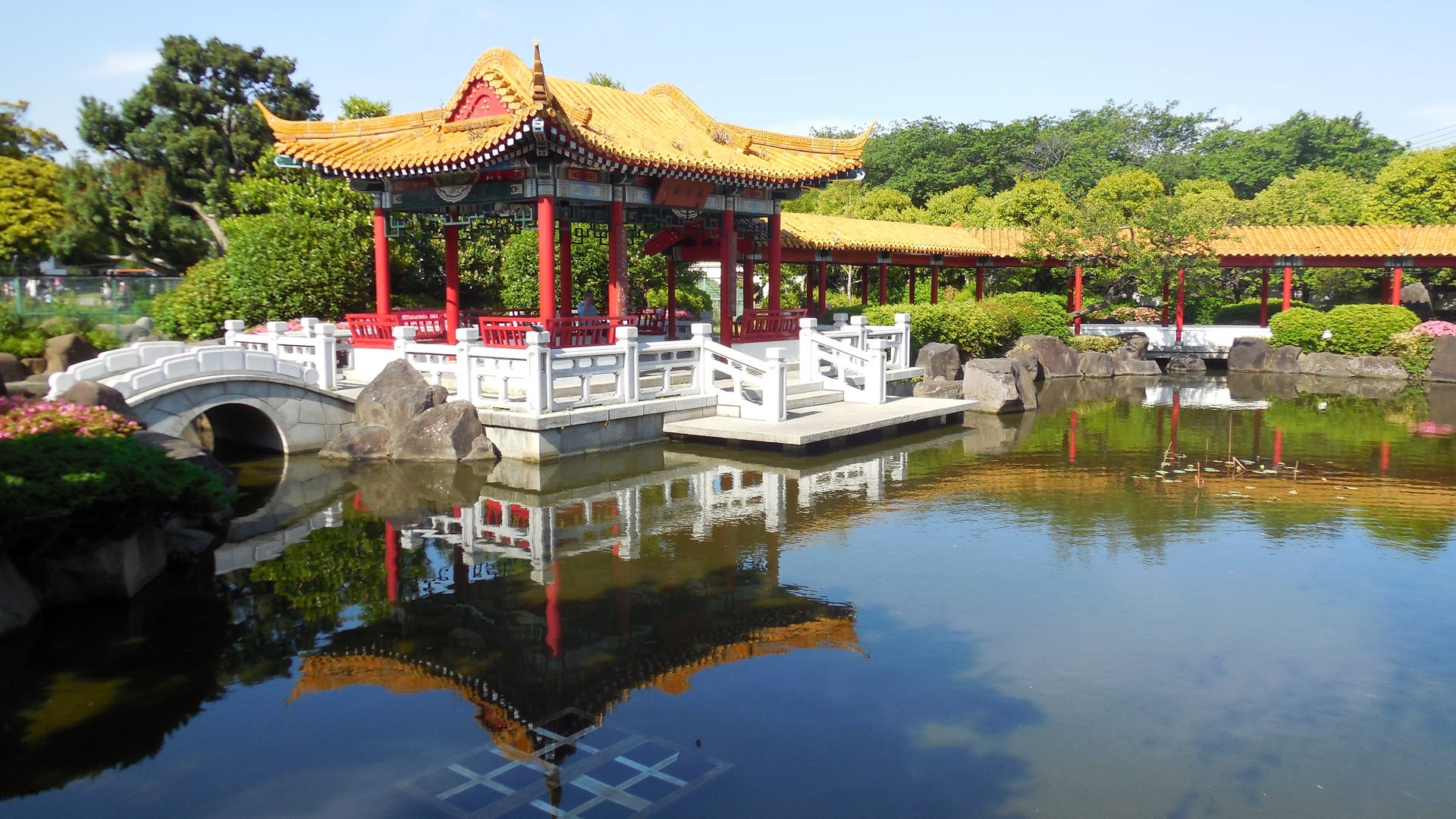
中国式自然山水庭園
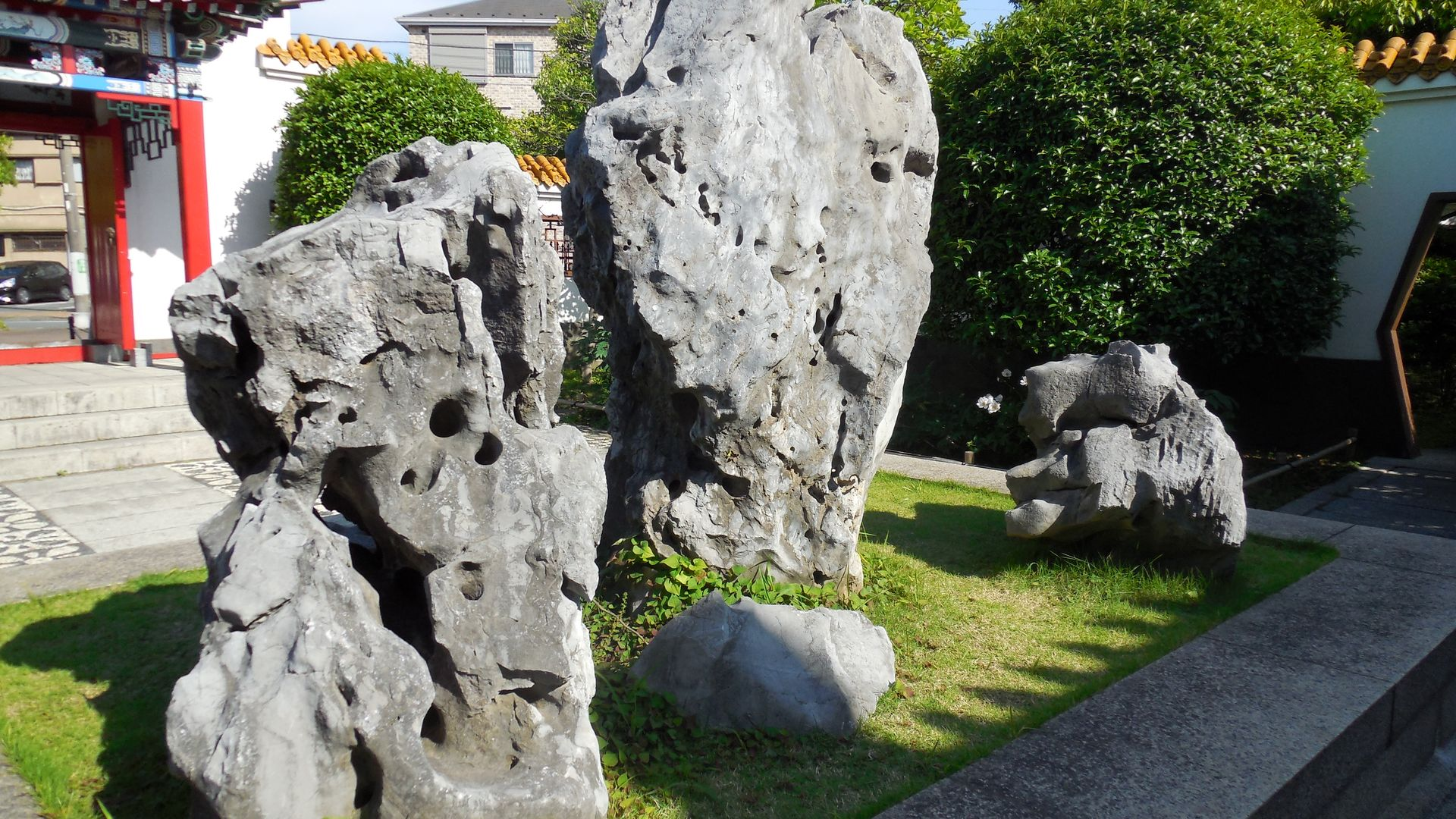
太湖石（たいこせき)
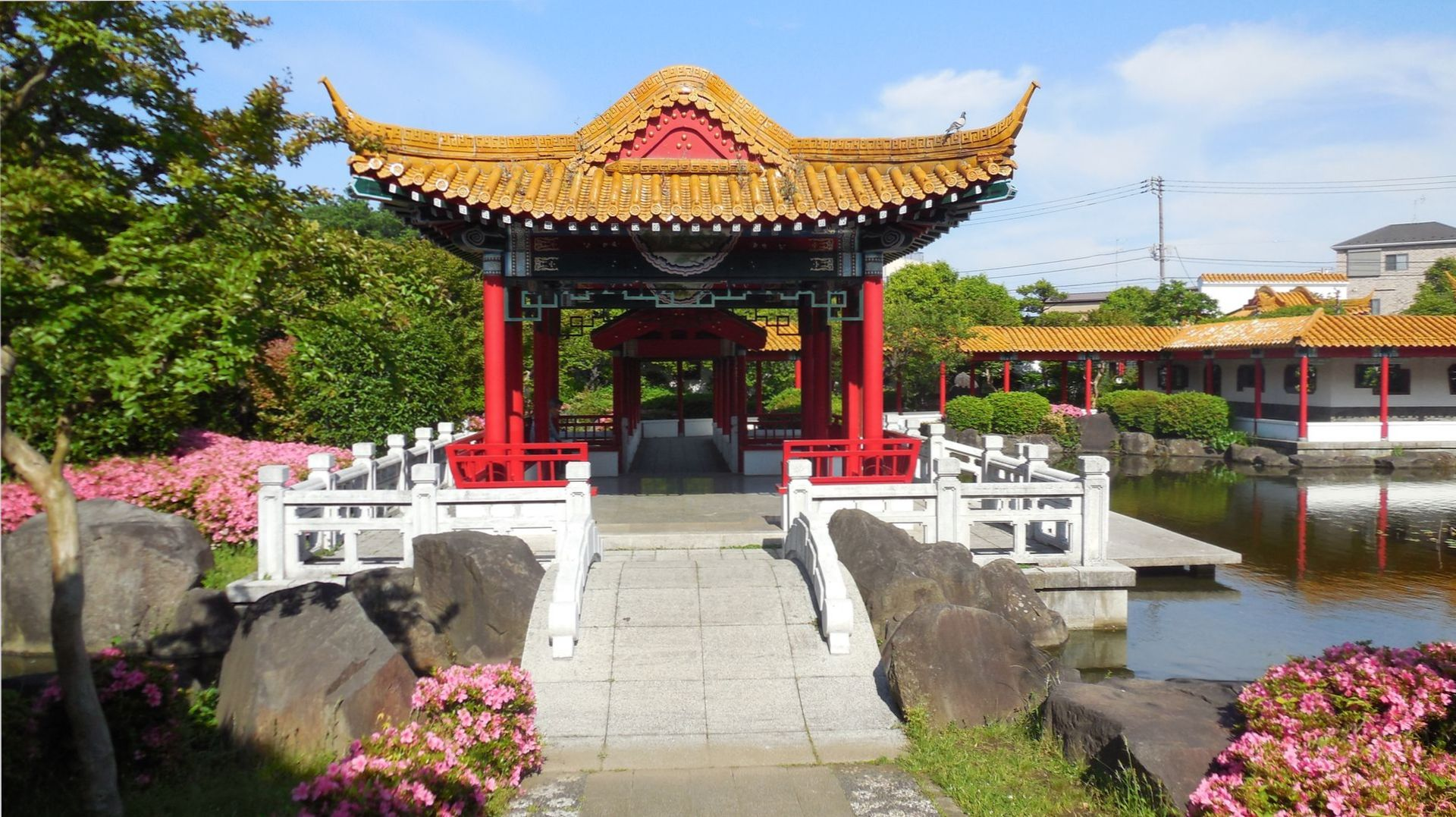
藕香榭（ぐうこうしゃ）
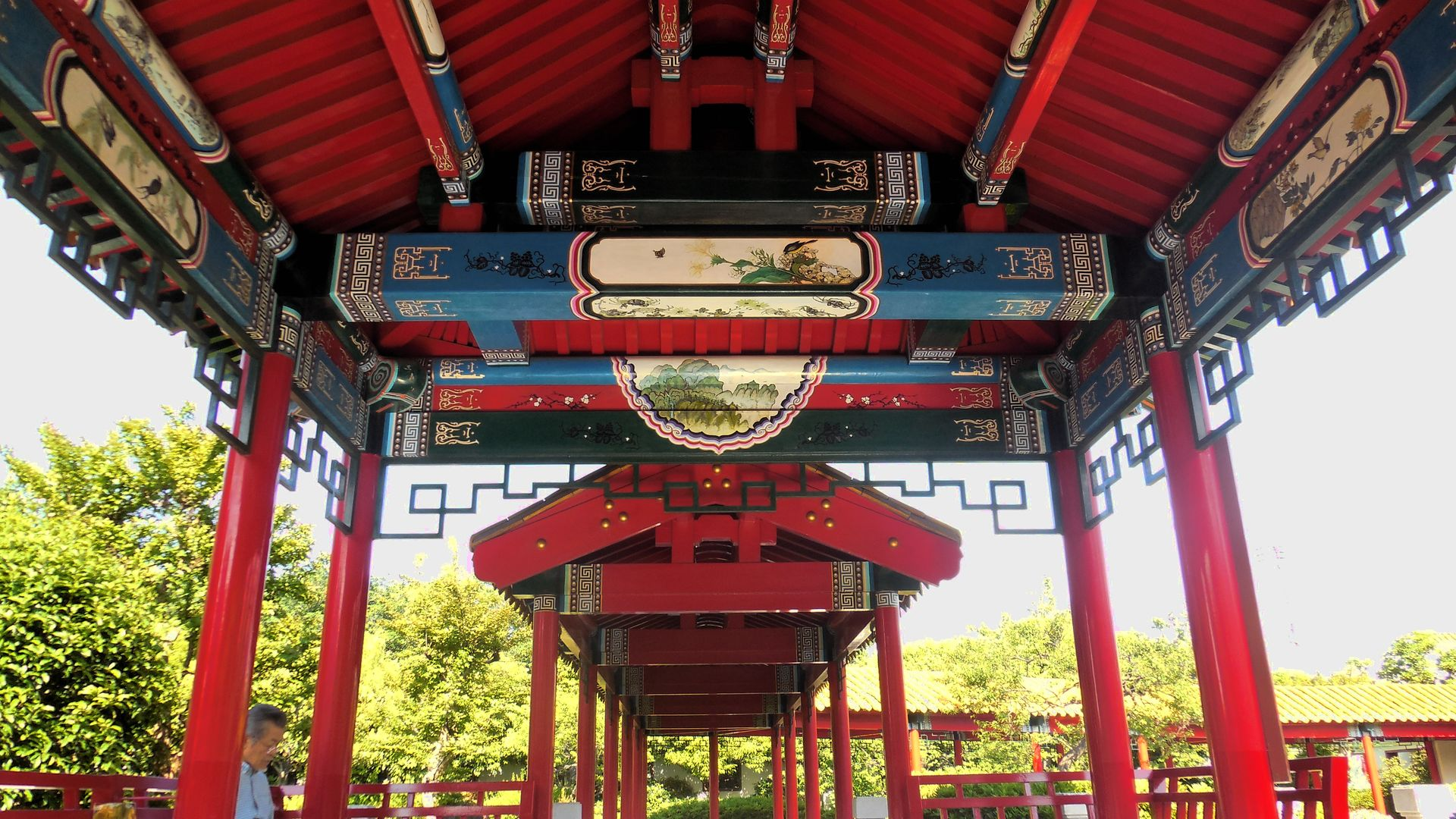
彩色美を楽しめる

## 所在地・交通
神奈川県川崎市川崎区大師公園1
- 京急大師線東門前駅下車徒歩10分